# III. Károly savoyai herceg
III. Károly savoyai herceg, franciául: Charles III de Savoie, olaszul: Carlo III di Savoia, becenevén Jó Károly, franciául: Charles le Bon, olaszul: Carlo il Buono (Chazey-sur-Ain, Savoyai Hercegség, 1486. október 10. –  Vercelli, 1553. augusztus 17.), a Savoyai-házból származó herceg, II. Fülöp savoyai herceg fia, 1504–1553 között Savoya uralkodó hercege, Piemont hercege, Jeruzsálem és Ciprus címzetes királya. Hosszú uralkodását politikai kudarcok, külső támadások és területveszteségek jellemezték.

## Élete

### Származása, családja

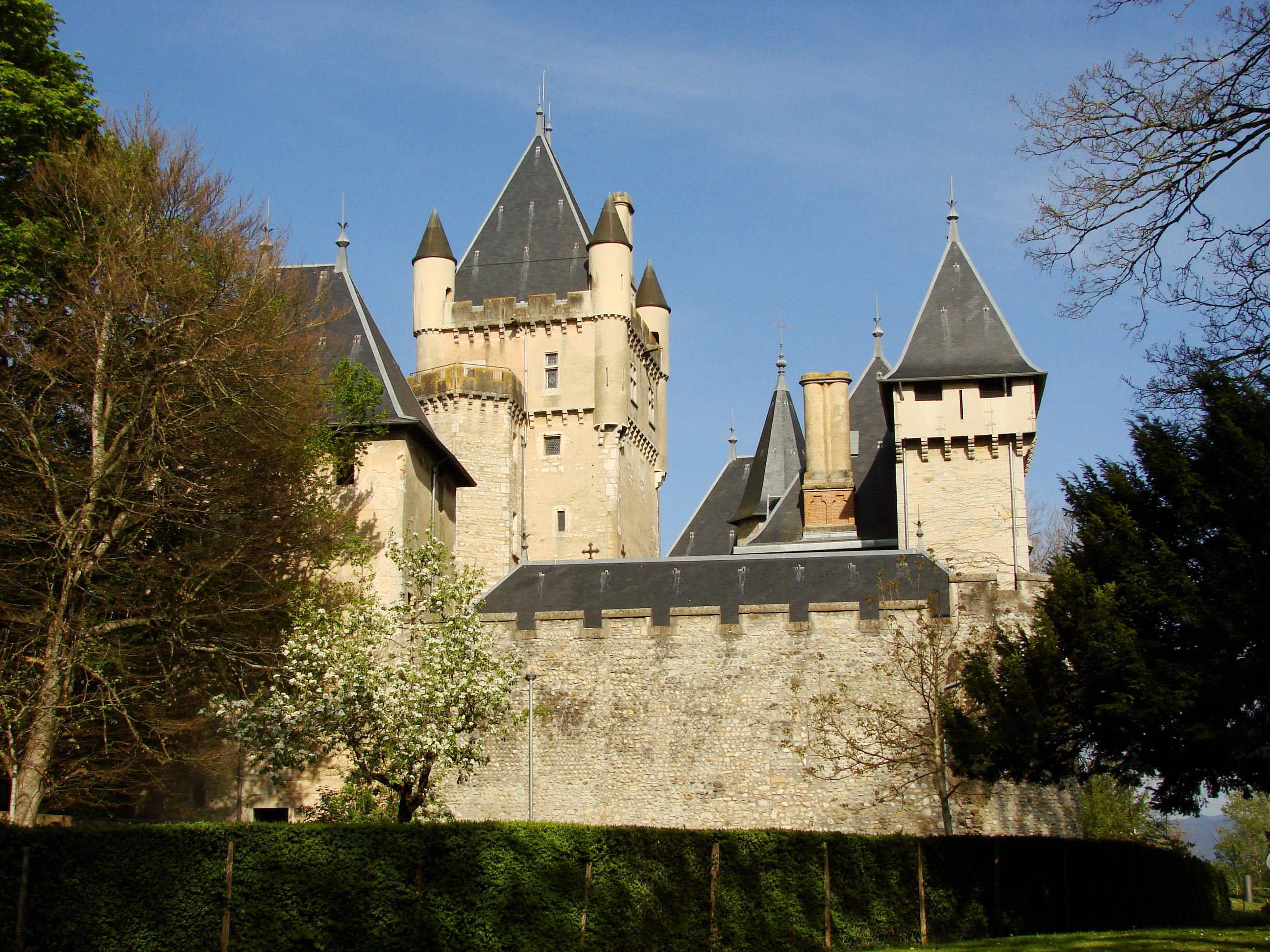
Chazey-sur-Ain kastélya

Savoyai Károly herceg 1486. október 10-én született Chazey-sur-Ain-ben, a Savoyai-család kastélyában (ma Ain megye, Franciaország). Édesapja II. (Bresse-i) Fülöp (1443–1497) volt, 1496–1497 között Savoya uralkodó hercege, I. Lajosnak (1413–1465), Savoya második hercegének és Anne de Lusignan grófnőnek (1418–1462), Jeruzsálem és Ciprus címzetes hercegnőjének fia, VIII. Amadé savoyai herceg (V. Félix ellenpápa) unokája.
Édesanyja apjának második felesége, Claudine de Brosse grófnő (1450–1513) volt, II. Jean de Brosse-nak, Penthièvre grófjának és Nicole de Châtillon-Blois grófnőnek leánya, akivel apja 1485-ben kötött házasságot. Szülei házasságából 5 gyermek született: 
- Károly (1486–1553), 1497-től trónörökös, majd 1504-ben elhunyt bátyjának, Filibertnek örököseként III. (Jó) Károly néven Savoya uralkodó hercege
- Lajos (1488–1502), Ágoston-rendi szerzetes, a Nagy Szent Bernát-hágói ispotály prépostja,
- Fülöp (Philippe, 1490–1533), a suze-i Szent Jusztin (Saint-Juste) kolostor apátja, Genf grófja, Faucigny bárója, Nemours hercege,
- Absalom (Assolone, */† 1494), születésekor meghalt,
- János Amadé (Jean-Amédée, */† 1495), születésekor meghalt,
- Filiberta (Philiberte, 1498–1524), aki 1515-ben Giuliano di Lorenzo de’ Medicihez (1479–1516), Nemours hercegéhez, Firenze urához ment feleségül.

Károly féltestvérei apjának első házasságából, melyet 1472-ben kötött Bourbon Margit hercegnővel (1438–1483), I. Károlynak, Bourbon hercegének és Burgundi Ágnesnek leányával, Félelem nélküli János burgundi herceg unokájával:
- Lujza (1476–1531), 1488-tól Valois Károlynak, Angoulême grófjának felesége, I. Ferenc francia király anyja,
- Jeromos (Jérôme, */† 1478) csecsemőként meghalt,
- Filibert herceg (1480–1504), trónörökös, 1480-tól apja örököseként II. (Szép) Filibert néven Savoya uralkodó hercege, aki 1496-ban unokanővérét, a gyermekkorú Savoyai Jolánta hercegnőt, majd 1501-ben Habsburg Margit főhercegnőt, I. Miksa német-római császár leányát vette feleségül.

### Hosszú útja a hercegi trónig
Apja, Bresse-i Fülöp ifjúkorában, az 1460-as években hevesen küzdött Savoya francia orientációja ellen. Fegyveres lázadást szervezett franciabarát szülei, I. Lajos uralkodó herceg és Anne de Lusignan hercegné ellen. Kudarcot vallott, XI. Lajos király 1464–1466 között Loches várába záratta. Ezután a Francia Királyság szolgálatába állt, magas méltóságokat kapott, de újra és újra visszahívták, mert franciaellenes akciókat támogatott. Állandó ellentétben állt Lajos herceg franciabarát utódaival, azaz saját bátyjával, IX. Amadéval, és unokaöccseivel, I. (Vadász) Filiberttel és I. (Harcos) Károllyal, és a kiskorú II. Károly (János Amadé) helyett kormányzó régensekkel. Fülöp 1496-ban lett Savoya uralkodó hercege. Országa az 1494–98-as első itáliai háborúban VIII. Károly francia király csapatainak felvonulási területévé vált, területe csonkult. Fülöp másfél éven belül (1497 végén) meghalt. Savoya trónját legidősebb fia, II. (Szép) Filibert örökölte. Őhelyette második felesége, az erős kezű Habsburg Margit főhercegnő, Miksa császár leánya kormányzott, a spanyol királyi udvarban tanult módszerekkel. Az 1499–1504-es második itáliai háborúban a hercegség területét XII. Lajos francia király csapatai pusztították.
1504-ben II. Filibert váratlanul meghalt, utód hátrahagyása nélkül. Trónját öccse, Károly örökölte.

### Az új uralkodó első nehézségei
III. Károly herceg teljesen eladósodott országot örökölt. A Savoyai-ház koronabirtokainak (États de Savoie) komoly része korábbi uralkodók megözvegyült nőtagjainak volt átengedve.
- Unokafivérének, I. Károly hercegnek özvegye, Montferratói Bianka (Blanche de Montferrat, 1472–1519) tartotta kezében egész Piemontot.
- Anyja, II. Fülöp herceg özvegye, Claudine de Brosse (1450–1513) birtokolta a Bugey vidékét (ma Ain megye, Franciaország).
- Sógornője, Habsburg Margit főhercegnő (1480–1530), Károly bátyjának, II. Filibertnek özvegye ellenőrizte a Bresse vidékét, Faucigny tartományt és Villars-en-Bresse grófságát (ma: Villars-les-Dombes, Ain megye).
- Unokanővére, Savoyai Lujza (1467–1530), Savoyai Janus genfi gróf (1440–1491) leánya (Károly nagyapjának, I. Lajos hercegnek egyik unokája) birtokolta a Chablais vidékét és más birtoktesteket.

Első politikai harcait saját testvéreivel és féltestvéreivel szemben kellett megvívnia:
- Savoyai Lujza (1476–1531), Angoulême grófnéja, az idősebb nővér jogán, a francia Valois-ház támogatásával magának követelte a Savoyai Hercegség trónját.
- Apjának házasságon kívül született, de 1499-ben törvényesnek elismert fia, Savoyai René (1468–1525), Villars-en-Bresse és Tende (Tenda) grófja, Nizza és Provence kormányzója, akit „Nagy Fattyúnak” (le Grand Bâtard de Savoie) neveztek, a család hűbéri birtokait követelte féltestvérétől.
- Károly saját édes öccse, Savoyai Fülöp (1490–1533), Nemours hercege aktívan támogatta René és Lujza követeléseit.

### Házassága, gyermekei
1516. október 18-án házassági szerződést kötött a 38 éves Aragóniai Johanna nápolyi királyi hercegnővel (1478–1518), II. Ferdinánd nápolyi király (1467–1496) özvegyével, a Trastámara-házból származó I. (Aragóniai) Ferdinánd nápolyi király (1423–1494) és Trastamarai Johanna aragón és navarrai királyi hercegnő (1455–1517) leányával. A „szép özveggyel” tervezett házasság azonban nem jött létre.

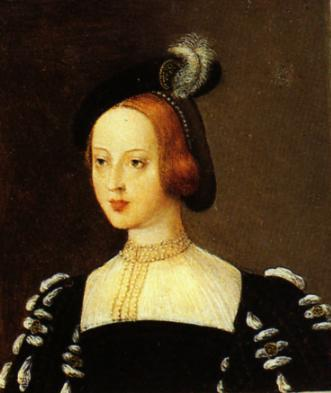
Felesége, Portugáliai Beatrix

1521. szeptember 29-én Villefranche-sur-Mer-ben feleségül vette a 17 éves Beatrix portugál infánsnőt (1504–1538), az Avis-házból való I. (Szerencsés) Mánuel portugál király (1469–1521) és Mária aragóniai és kasztíliai infánsnő (1482–1517) leányát, II. (Katolikus) Ferdinánd aragóniai király és I. (Katolikus) Izabella kasztíliai királynő unokáját.
Házasságukból kilenc gyermek született, de csak egyikük, Emánuel Filibert érte meg a felnőttkort:
- Hadrián János Amadé (Adrien-Jean-Amédée / Adriano Giovanni Amadeo, 1522–1523), Piemont hercege,
- Lajos (Louis / Ludovico, 1523–1536), Hadrián halála után Piemont hercege,
- Emánuel Filibert (Emmanuel-Philibert / Emanuele Filiberto, 1528–1580), Lajos halála után Piemont hercege, trónörökös, aki Valois Margitot, Berry hercegnőjét, II. Henrik francia király leányát vette el.
- Katalin (Caterina, 1529–1536),
- Mária (1530–1531),
- Izabella (1532–1533),
- Emánuel (+/† 1533),
- Emánuel (+/† 1534),
- János Mária (Jean-Marie / Giovanni Maria, 1537–1538).

Károly feleségének, Beatrix hercegnének nővérét, Izabella infánsnőt (1503–1539) már gyermekkorában odaígérték I. (Habsburg) Károly spanyol királynak (1500–1558). 1525. március 10-én Izabella infánsnő Sevillában feleségül is ment Károly királyhoz, így Savoyai Károly herceg 1530-tól már V. Károly német-római császár sógorának mondhatta magát.

### Felkelés Genfben
1513. április 13-án elhunyt Charles de Seyssel, Genf város római katolikus püspöke. Helyére Károly herceg hatalmi szóval saját rokonát, Jean-François de Savoie prelátust († 1522), Savoyai Ferenc hercegnek (1454–1490), Genf egyik korábbi püspökének természetes fiát, I. Lajos savoyai herceg unokáját helyezte, X. Leó pápa aktív támogatásával, de a genfi székeskáptalan jelöltjének mellőzésével. A hűbérúr beavatkozása Genf város ügyeibe heves ellenkezést váltott ki a város elöljáróiban és polgáraiban. 1513. július 4-én Genf város tanácsa városi polgárjogi (Burgrecht) szövetséget kötött Freiburg kantonnal.
1527-ben Genf püspöke, Pierre de La Baume elmenekült a városból savoyai területre, Genf városában gyorsan teret hódított a protestáns reformáció. Károly herceg 1529 áprilisában és 1532-ben is rendkívüli követet küldött Bernbe, bizalmasának René de Challant adminisztrátornak (1502–1565) személyében, hogy akadályozza a városok együttműködését. 1530-ban Károly elrendelte François Bonivard genfi apát letartóztatását. Bonivard a Genfi Nagytanácsban a reformáció harcos híve, és Genf függetlenségének szószólója volt. Hat évig sínylődött Chillon várának börtönében. Az ő fogságáról írta később Lord Byron A chilloni fogoly című versét.
A protestáns haderők által elfoglalt és áttérésre kényszerített területek visszaszerzésére – katonai erő híján – III. Károly herceg nem tudott hatásos lépést tenni. Hiába fenyegette a svájci kantonokat, hogy sógorától és hűbérurától, V. Károly német-római császártól kér katonai segítséget, a császár erői Nápoly alatt voltak lekötve. A hercegi házhoz hű nemesek – Vaud kantonból, a Genfet környező Genevois tartományból, Bresse és Faucigny vidékéről – Savoya hercegének és Genf elűzött püspökének aktív támogatásával partizánháborúba kezdtek, és levadászták a protestáns hatalom képviselőit és kiszolgálóit. A Savoyai-ház hűségére felesküdött testvériség jelvénye az arany kiskanál volt, innen a nevük is („Confrérie de la Cuiller”).

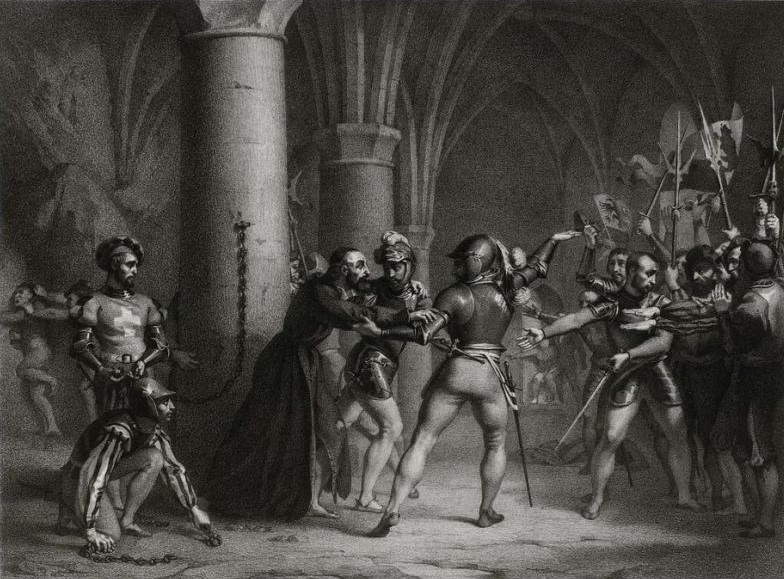
Bonivard apát kiszabadítása Chillon várából (1536)

1534-ben a városok thononi diétája (gyűlése) határozatában megerősítette a helvét városok szövetségét. Genf városa nyíltan fellázadt a Savoyai-ház uralma ellen, válaszul Károly herceg blokád alá vette a várost. Genf vezetői a protestáns Bernhez fordultak segítségért. A berniek 1536. január 10-én támadást indítottak, és márciusra elfoglalták egész Vaud tartományt Pays de Vaud), a Savoyai-ház koronabirtokát. Chillon várát is bevették, Bonivard apátot kiszabadították. Genf lakosságát ezután erőhatalommal teljesen áttérítették a reformációra. A katonai vereség nyomán az „aranykanalas” szervezet feloszlott, a partizáncsapatokat visszavonták a Savoyai Hercegségbe.

### Birodalmi érdekek darálójában
1515-ben Károly herceg kérte X. Leó pápától az önálló római katolikus püspökség felállítását Savoya fővárosában, Chambéry-ben, amely a franciaországi grenoble-i püspök és a vienne-i érsek joghatósága alá tartozott. Károly hivatkozott II. Pál pápa 1467-es bullájára, amelyben IX. Amadé hercegnek megígérte az önálló chambéry-i püspökséget. Grenoble püspöke és Vienne érseke azonban – I. Ferenc francia király ösztönzésére – tiltakozott a Szentszéknél. 1515. május 21-én X. Leó pápa érvénytelenítette elődje bulláját. (Az önálló chambéry-i püspökséget csak 1779-ben sikerült létrehozni). 
A cambrai-i liga negyedik háborúja idején, 1515-ben Károly – egyetértésben a svájci kantonokkal – visszautasította I. Ferenc francia király követelését, hogy csapataival átvonuljon a Savoyai Hercegség felségterületén. Ferenc ennek ellenére átkelt az Alpokon, a marignanói csatában leverte a Piemontot védelmező svájci csapatokat és elfoglalta a Milánói Hercegséget. Észak-Itáliában semmivé vált a Savoyai Hercegség tekintélye és befolyása. Károlynak be kellett hódolnia, és a győztes Ferenc királyt kísérve vonult be Milánóba. 1516-ban elhunyt Károly sógora, Giuliano de’ Medici, Nemours hercege, ezzel Savoya hercege elvesztette X. Leó pápa maradék támogatását is. Komolyabb katonai és gazdasági erő híján Károly herceg nem tudott következetes külpolitikai irányt érvényesíteni. A két hatalmas sógor között ingadozott, hol unokaöccse, I. Ferenc francia király, hol  sógora, V. Károly német-római császár szövetségét kereste. Mint a Német-római Birodalom hűbérese, végül a Habsburg császár szövetsége mellett maradt.
1530 és 1536 között Savoya csapatai katonai vereségek sorát szenvedték el a svájci református városoktól. Károly szorult helyzetét kihasználva unokaöccse, I. Ferenc francia király is bejelentette igényét a Bresse vidékére és Faucigny-ra, melyeket elhunyt anyja, Savoyai Lujza (1476–1531) jogán saját örökségének nyilvánított. Francia csapatok elfoglalták Savoya fővárosát, Chambéry-t. A vereségek nyomán a Savoyai hercegi koronabirtokok (États de Savoie) jelentős része elveszett, csak a Nizzai Grófság és az Aosta-völgy maradt Károly kezén. Az 1538-ban aláírt nizzai békeszerződés 10 évre rögzítette ezt az állapotot, megfosztva Savoya hercegét birtokai java részétől. Piemont nagyrésze is francia megszállás alá került, Károly csak az Aosta-völgyet tarthatta meg, cserébe politikai semlegességre kötelezte el magát. Ferenc király Torinóba francia királyi kormányzót nevezett ki, Károly emiatt Nizzába menekült, itt rendezte be székhelyét, 1541-ben hercegi pénzverdét is alapított itt. Amikor Nizzát újabb katonai invázió fenyegette, Károly Vercellibe vonult vissza.

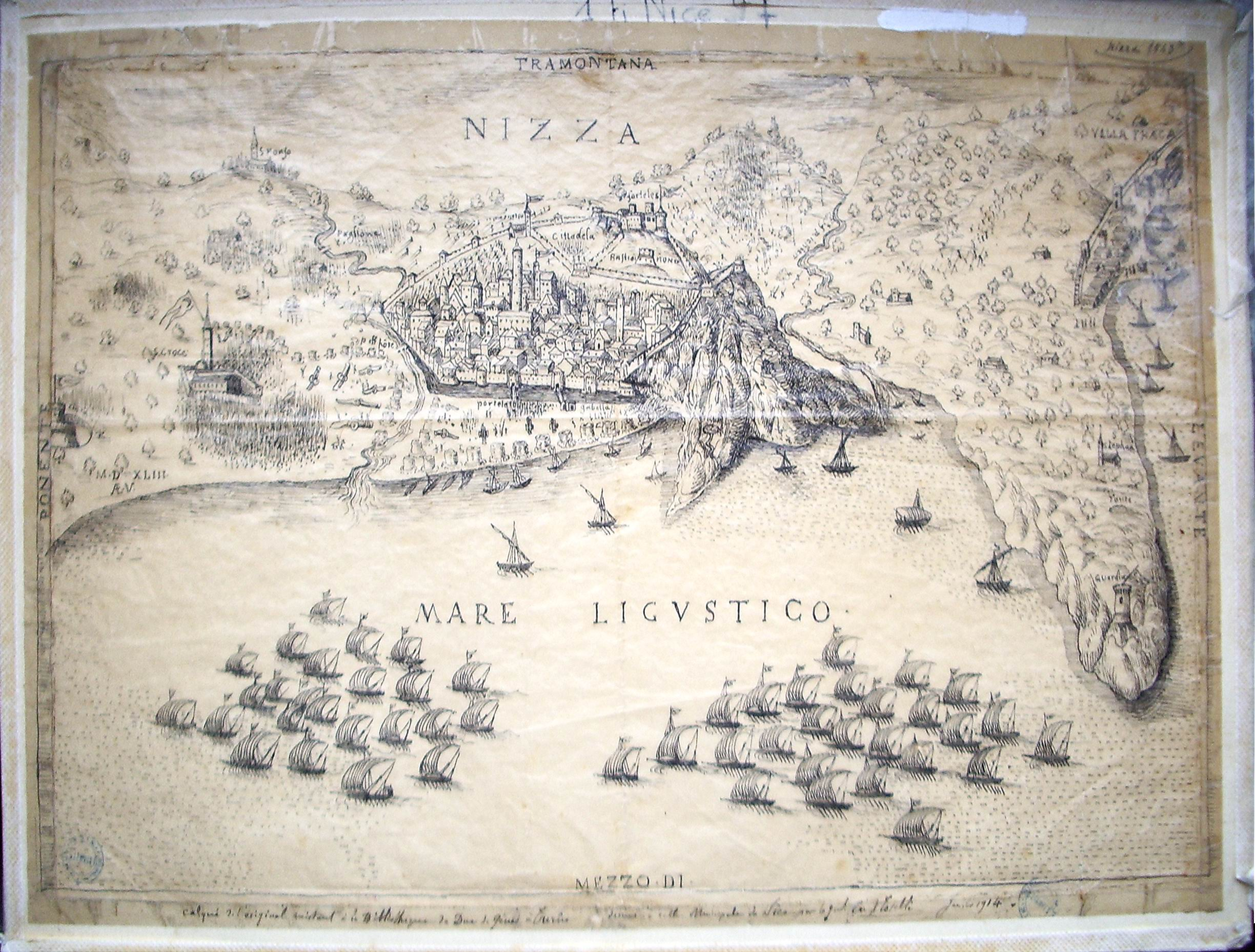
A Nizzát ostromló török–francia hajóhad (1543)

Uralkodásának egyetlen jelentős katonai sikerét az 1542–46-os itáliai háború során vívta ki. 1543-ban a francia–török szövetséges haderők tengerről és szárazföldről ostrom alá vették Nizzát. Hajreddin Barbarossa török admirális csapatai elfoglalták a várost, de a citadellát nem tudták bevenni. Károly herceg és Alphonso de Ávalos (1502–1546), Del Vasto őrgrófja, Fernando Francisco de Ávalos gróf unokaöccse, V. Károly császár hadvezére felmentő hadsereg élére állva szeptember 7-én érkezett Nizza alá. A francia–török ostromlókat elűzték, a törökök Toulonba vonultak vissza. A Savoyai hercegi csapatok fokozatosan visszafoglalták a Nizzai Grófságot és kemény megtorló intézkedésekkel sújtották a francia–török megszállókkal kollaboráló nizzaiakat. Az 1543-as ostrom tanulságait levonva Savoya későbbi uralkodói, elsőként Károly fia és utódja, Emánuel Filibert herceg (1528–1580), nagy erővel fogtak hozzá Nizza védműveinek megerősítéséhez, új, korszerű erődrendszer építéséhez.

### Elhunyta, síremléke, utódlása

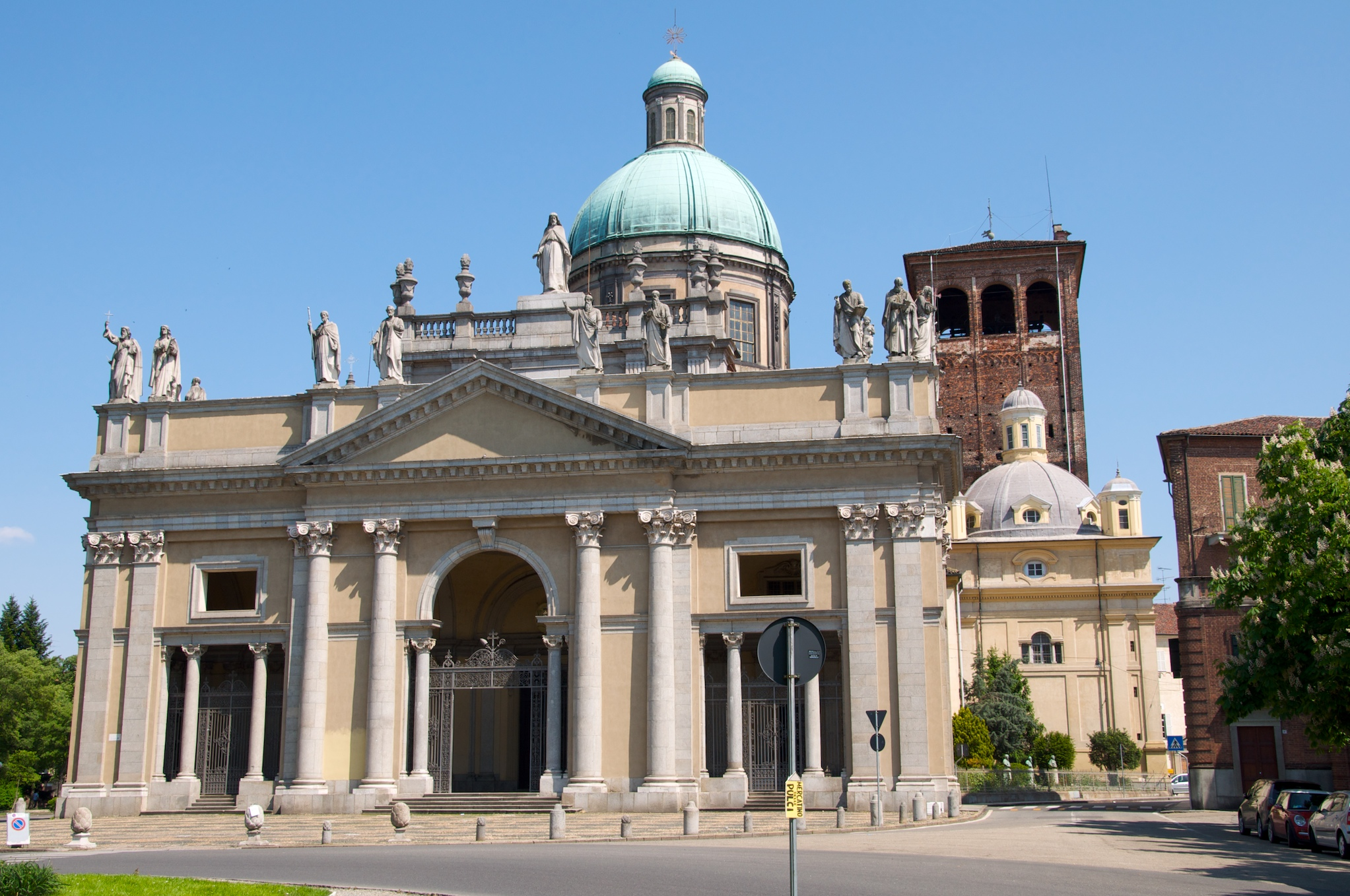
III. Károly nyughelye, a vercelli Szent Özséb-székesegyház

Károly herceg 49 éven át uralkodott, nehézségek szűnni nem akaró sorozatától sújtva. Hercegsége területének legnagyobb részét elveszítette. Országát az 1551–59-es Habsburg–Valois háború sem kímélte meg. 1553. szeptember 16-án hunyt el, 67 évesen, a piemonti Vercelliben, miközben a várost II. Henrik francia király csapatai ostromolták. Testét a vercelli Szent Özséb-székesegyházban (Cattedrale di Sant’Eusebio) temették el.
Egyetlen életben maradt gyermeke, Emánuel Filibert követte a hercegi trónon, aki sikeres hadvezérként szolgálta a Habsburg-házat. Az itáliai háborúkat lezáró 1559-es cateau-cambrésis-i békeszerződésben a győztes Spanyolország visszahelyezte birtokaiba Savoya hercegét. Emánuel Filibert megreformálta a feudális közigazgatást és hatékony erőfeszítéseket tett a háborús károk helyreállítására, az ország védelmi erejének növelésére.

## Neve, sorszáma, címei

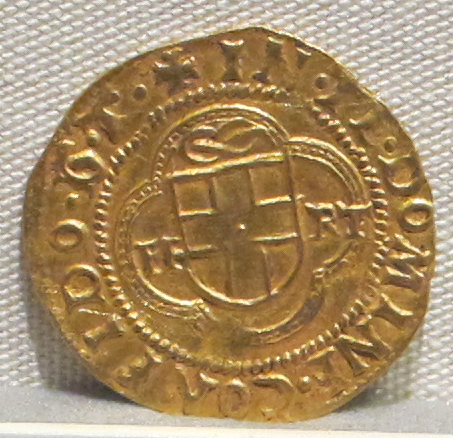
Károly herceg arany pénzérméje

A történészek III. Károly vagy II. Károly nevek egyikén említik. A historiográfiai gyakorlat a 18. század óta következetesen a III. Károly sorszámot használja, hasonlóan a 19. századi savoyai „klasszikus” történészekhez (Victor de Saint-Genis Joseph Dessaix Claude Genoux, és mások), továbbá több kortárs történész (Henri Ménabréa, Jacques Lovie professzor, a Savoyai Egyetem tanára, Michel Mourre vagy Marie-José belga királyi hercegnő, II. Umbertó olasz király özvegye).
Ugyanakkor egyes francia és olasz történészek II.  Károly néven hivatkoznak rá, így pl. Eugène Caïs de Pierlas Georges Doublet, Hervé Barelli, Josiane Rieu, Blythe Alice Raviola. 
Hozzájuk hasonlóan sok olasz és francia numizmata, régész és levéltáros többnyire a II. Károly alakot használja.
A kétféle névhasználat magyarázata, hogy az uralkodókat folyamatos sorban számozó történészek a kétévesen (1490-ben) trónra lépett és nyolcéves korában (1496-ban) elhunyt Savoyai Károly János Amadé gyermek-herceget (1489–1496), Jó Károly másod-unokafivérét nevezik II. Károly néven, így magát Jó Károlyt III. Károly néven tartják számon.
A kortárs dokumentumokkal dolgozó numizmaták és levéltárosok pedig azzal érvelnek, hogy a maga korában Jó Károly a KAROLVS SECVNDVS  (II. Károly) megjelölést használta önmagára. Ezt a feliratot verette a képmását viselő pénzérmékre is. Nem tekintette Savoya uralkodójának, nem számította saját elődei közé a gyermek Károly János Amadét. A gyermek-uralkodót saját kortársai sem „számozták be”, az ő idejében (1490–96) vert savoyai pénzérméken arcképe köré a KAROLVS IO AME DVX SABAUDIE vagy röviden K I A feliratok egyikét (a latin „Karolus Iohannes Amedeus” névforma rövidítését) nyomták.

## Jeruzsálemi és ciprusi királyi címei
1499-ben a Savoyai-ház elvesztette jogcímét a Jeruzsálem királya és Ciprus királya uralkodói cím viselésére, III. Károly herceg ennek ellenére továbbra is fenntartotta igényét a két címre. III. Károly halála után a két (címzetes) királyi titulus a francia La Tremoille-családra, Talmond és Taranto hercegeire szállt. A Savoyai-ház csak 1713-ban, a spanyol örökösödési háború végeztével kapta vissza a címek további viselésének jogát, amikor Franciaország és Spanyolország uralkodói megerősítették III. Károly leszármazottjának, II. Viktor Amadé savoyai hercegnek (1713–1720 között átmenetileg Szicília királyának) jogosultságát.

## Kapcsolódó irnformációk
- Charles Gilliard. La conquête du pays de Vaud par les Bernois, Université de Lausanne. Publications de la Faculté des lettres, 163-164. o. (1936)
- Claude Genoux. Charles III surnommé le Bon ou le Malheureux, Histoire de Savoie. La Fontaine de Siloé, 248-270. o. (1862 / 1997). ISBN 284206044X
- Louis Charles Dezobry. Dictionnaire de Biographie et d’Histoire. Paris: Ferdinand Tandou et Cie (1863)
- Carlo III duca di Savoia, detto il Buono, Dizionario biografico degli italiani. Róma: Istituto dell’Enciclopedia Italiana

## Lásd még
- Savoyai-ház
- Savoya uralkodóinak listája
- Savoyai Hercegség

| III. Savoyai Károly Savoyai-ház Született: 1486. október 10. Elhunyt: 1553. augusztus 17. |                                                           |                            |
|                                                                                           |                                                           |                            |
| Előző II. Filibert                                                                        | Savoya hercege 1504. szeptember 10. – 1553. augusztus 17. | Következő Emánuel Filibert |